# Trigonectes
 Trigonectes és un gènere de peixos de la família dels rivúlids i de l'ordre dels ciprinodontiformes.

## Taxonomia
- Trigonectes aplocheiloides (Huber, 1995)
- Trigonectes balzanii (Perugia, 1891)
- Trigonectes macrophthalmus (Costa, 1990)
- Trigonectes rogoaguae (Pearson & Myers, 1924)
- Trigonectes rubromarginatus (Costa, 1990)
- Trigonectes strigabundus (Myers, 1925)[1][2][3][4][5]